# Francisco Morato
Francisco Morato è un comune del Brasile nello Stato di San Paolo, parte della mesoregione Metropolitana de São Paulo e della microregione di Franco da Rocha.
Il comune è nato nel 1965, distaccandosi dal territorio di Franco da Rocha.